# Toru mesjatzevi
Toru mesjatzevi is een krabbensoort uit de familie van de Leucosiidae. De wetenschappelijke naam van de soort is voor het eerst geldig gepubliceerd in 1990 door Zarenkov.